# Nguyễn Đăng Đạo
Nguyễn Đăng Đạo (chữ Hán: 阮登道, 1651–1719) là một trong số rất ít trạng nguyên làm quan tới chức tể tướng thời Lê trung hưng. Ông còn có tên là Trạng Bịu.

## Tiểu sử
Ông sinh năm 1651, người xã Hoài Bão (có tục danh là làng Bịu), tổng Nội Duệ (nay là thôn Hoài Thượng, xã Liên Bão, huyện Tiên Du, tỉnh Bắc Ninh). Thân phụ ông là tiến sĩ Nguyễn Đăng Minh, giữ chức Quốc tử giám tế tửu trong triều Lê. Ông còn là cháu ruột của thám hoa Nguyễn Đăng Cảo, em trai Nguyễn Đăng Tuân. Ngay từ nhỏ ông đã nổi tiếng thông minh, hoạt bát.

## Khoa cử
Năm 16 tuổi Nguyễn Đăng Đạo đi thi và đỗ tam trường (tú tài). Năm 19 tuổi lại đỗ đầu hương cống (cử nhân), được triều đình cho vào học tại Quốc Tử Giám. Năm Chính Hòa thứ 4 (Quý Hợi, 1683) ông thi đình và đỗ trạng nguyên lúc đó 33 tuổi.

## Làm quan
Sau khi đỗ trạng, ông được triều đình giao cho giữ nhiều chức vụ quan trọng từ Đô đài ngự sử, Binh bộ Thượng thư rồi lên chức quan cao nhất là Tể tướng đời nhà Hậu Lê.

## Lưỡng quốc trạng nguyên
Từ tháng 1 năm Đinh Sửu 1697 đến tháng 4 năm Mậu Dần 1698, Nguyễn Đăng Đạo đi sứ nhà Thanh Trung Quốc. Văn tài của Nguyễn Đăng Đạo đã làm kinh ngạc cả triều đình nhà Thanh cùng sứ thần các nước. Vua Thanh phong cho ông là Trạng nguyên của Bắc triều, ban mũ áo, võng lọng cho ông vinh quy về nước.